# Aubade (Poulenc)
Aubade (FP.051a, y FP.051b para la reducción para piano) es un concierto coreográfico para piano y 18 instrumentos compuesto por Francis Poulenc en 1929.
Si es que ahora se trata como un concierto para piano, esta pieza fue originalmente concebido como música de ballet. La obra fue creada para una velada el 18 de junio de 1929 en Noailles, predeterminando el tamaño de la orquesta que Poulenc iba a tener. Durante la creación, la coreografía corrió a cargo de Bronislava Nijinska. Un par de meses más tarde, la obra fue repetida en el Théâtre des Champs-Élysées pero Poulenc esta vez no aprobó la coreografía de George Balanchine.
El título se refiere irónicamente a las canciones que se cantan de madrugada bajo la ventana a la persona que está siendo cortejada. Aquí, la acción comienza por la mañana y termina al día siguiente al amanecer. 
El propio Poulenc preparó el escenario del ballet y el tema es la soledad de las mujeres. La diosa Diana es la heroína. La acción comienza en un claro. Los compañeros de Diana despiertan poco a poco. Diana entra en la escena, turbada por la castidad que le es impuesta. Sus compañeras la visten y, a continuación, proceden a darle un arco: la caza debe servir de distracción. Después de un solo, Diana deja el arco y se sumerja en el bosque, desesperada. Sus compañeros intentan consolarla, pero Diana se va a cazar, sola. Sus compañeros se duermen.

## Estructura
1. Toccata (lento et pesante)
2. Récitatif (larghetto)
3. Rondeau (allegro)
4. Presto
5. Récitatif (larghetto)
6. Andante (andante con moto)
7. Allegro féroce
8. Conclusion (adagio)

## Instrumentación
- 2 flautas, 1 oboe y 1 corno inglés, 2 clarinetes, 2 fagotes, 2 trompas en fa, 1 trompeta, 1 piano, 2 violas, 2 violonchelos, 2 contrabajos, 3 timbales.
- Tiempo de ejecución: 21 minutos.

## Fuente
- François-René Tranchefort, director y editor de la Guía de la música sinfónica, col. los indispensables de la música, ed Fayard 1986, pág. 586 y 587

- Datos: Q2870538